# Berangkat-ブランカ-/carnaval-カルナヴァル-
「berangkat－ブランカ－/carnaval－カルナヴァル－」は、日本の音楽グループであるTHE BOOMが1994年7月1日に発表した14枚目、両A面シングル。

## 解説
"berangkat"はインドネシア語で「旅立ち」を意味する。
1994年JALバリ島キャンペーンソング。
両曲とも、編曲はTHE BOOMではなくボーカルの宮沢和史が担当。

## 収録曲
全曲作詞・作曲：宮沢和史
1. berangkat－ブランカ－
1994年JALバリ島キャンペーンソング
TBSテレビ「COUNT DOWN TV」エンディング・テーマ（1994年7月～9月度）
2. carnaval－カルナヴァル－
3. berangkat－ブランカ－（オリジナル・カラオケ）